# Gmina Gornji Bogićevci
Gmina Gornji Bogićevci (chorw. Općina Gornji Bogićevci) – gmina w Chorwacji, w żupanii brodzko-posawskiej.

## Miejscowości i liczba mieszkańców (2011)
- Dubovac – 378
- Gornji Bogićevci – 699
- Kosovac – 220
- Ratkovac – 208
- Smrtić – 292
- Trnava – 178